# Дероая
Дероая (рум. Dăroaia) — село у повіті Алба в Румунії. Входить до складу комуни Рошія-Монтане.
Село розташоване на відстані 315 км на північний захід від Бухареста, 48 км на північний захід від Алба-Юлії, 68 км на південний захід від Клуж-Напоки.

## Населення
За даними перепису населення 2002 року у селі проживала 481 особа.
Національний склад населення села:
| Національність | Кількість осіб | Відсоток |
| -------------- | -------------- | -------- |
| цигани         | 285            | 59,3%    |
| румуни         | 195            | 40,5%    |

Рідною мовою назвали:
| Мова      | Кількість осіб | Відсоток |
| --------- | -------------- | -------- |
| румунська | 434            | 90,2%    |
| циганська | 47             | 9,8%     |